# カリウム欠乏症 (植物)

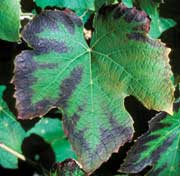
カリウム欠乏症の葉

カリウム欠乏症（かりうむけつぼうしょう、Potassium (K) deficiency）または加里欠乏症（かりけつぼうしょう、Potash deficiency）とは植物の生理障害の一つである。カリウムイオン（K+）は水溶性であり、容易にコロイドから浸出するため、砂質土壌で最も一般的な障害である。粘土が少ないチョーク質および泥炭質土壌においても最もよく見られる。土壌構造が弱い重粘土においても観察される。

## 症状
植物におけるカリウム欠乏症の典型的な症状は葉の先端の褐変と湾曲、および葉脈間のクロロシス(黄化)が挙げられる。葉の裏面に紫の斑点が現れることもある。カリウム欠乏症の植物では、生育、根の発達、および種子や果実の発達は、通常、減衰する。 多くの場合、症状はまず古い葉から現れる。なぜなら、カリウムは移動性の栄養素であり、カリウム欠乏の際に植物は若い葉にカリウムを割り当てることができるためである。また、欠乏症の植物は霜や病気によるダメージを受けやすい。カリウム欠乏症はいくつかの農作物、特にジャガイモ、アブラナ、トマト、リンゴ、スグリ、グーズベリー、ラズベリーにおいて最も一般的な生育障害である。テンサイ、穀類、シャジクソウ属も感受性である。各植物種における症状を以下に示す。
ジャガイモ- 塊茎の大きさと収量は小さくなる。葉葉の生育は悪くなり、多くの場合、葉の内側は青と緑の中間色となる。葉の裏に暗褐色の小さな斑点が展開し、表の面は褐変する。
アブラナ属- 葉色が青と緑の中間色となり、葉の内側に軽度のクロロシスが現れる。葉縁が褐変し、焼けたようになる。葉の成長が遅くなり、それにより表面が荒くなる。
トマト- 茎が木化し、生育が遅くなる。葉色が青と緑の中間色となり、葉の内側は薄い灰色にくすんでいく。葉の外観は褐色となり、いくつかの小葉に黄色と橙色の斑点が展開する。果物は多くの場合、茎の近くに緑の斑点が不均一に現れる。
リンゴ- 葉縁は焼けたようになり、内側は黄変する。果実の味は多くの場合、軽い酸味となるか、木のような味となる。
セイヨウスグリ、フサスグリ、ラズベリー- 芽や枝の枯死が一般的である。欠乏症の初期段階では花の芽が多く現れるかもしれないが、果実の収量と品質は低い。

## 植物病への影響
多くの植物種は、カリウムが欠乏すると霜害やある種の病気を受けやすくなる。十分なカリウム濃度は病気への耐性の増大に関連している。このことは、カリウムの役割が耐病性の付与であることを意味しており、カリウムのレベルを高めることでカリウム欠乏症の植物の病気を緩和することができるを示している。しかし、カリウムレベルが最適な水準を超えると耐病性は改善しない。農業用のいくつかの品種は遺伝的多様性によりカリウムの取り込みが効率的となっており、多くの場合、これらの植物は耐病性を増加させている。カリウムと宿主抵抗性の増大に関与するメカニズムは細胞透過性の低下や組織浸透に対する感受性の減少を含む。適切な濃度のカリウムが存在する場合、シリカはより大量に蓄積される。この結晶物質は細胞壁に組み込まれる。これにより、表皮層を強化する。表皮層は、病原体に対する物理的障壁として機能する。カリウムは、細胞壁の肥厚を適正化する役割を有することが示唆されている。

## 予防と治療
加里の投入はカリウム欠乏症の予防と治療を短期間で達成することを可能とする。加里はカリウム系の肥料であり、K2CO3で構成されている。カリ岩石は優れた解決策とされている。なぜなら、カリウム含有量は高いが、カリウムをゆっくりと放出して過剰摂取を抑制するためである。
カリウム系肥料には一般的な無機肥料である硝酸カリウム、硫酸カリウム、リン酸二水素カリウムがある。有機質のカリウム系肥料には、ヒレハリソウ、ワラビのコンポスト、バナナの皮のコンポストなどがある。草木灰は高いカリウム含量を有するが、コンポスト化して使うことが推奨されている。
適切な量の土壌水分含量は効果的なカリウムの取り込みに必要とされる。土壌水分含量が低いと植物の根によるカリウムの取り込みが減少する。酸性の石灰質土壌では浸出が少ないため、このような土壌はカリウムを多く保持する。よく腐熟した堆肥やコンポストを長期的に多く投入することによって、土壌構造を改善することができる。これにより、浸出を抑えることにつながる。